# S & M Benzen
S & M Benzen var et guldsmedefirma på Amagertorv 18 i København. Kgl. hofjuvelérer. Firmaet var etableret af tre ugifte søstre, Sophie, Signe og Mathilde Benzen og fungerede 1895 – ca. 1917. Firmaet har fremstillet diverse guld- og sølvarbejder, herunder en del bestik, korpusarbejder samt smykker. Firmaets arbejder bærer stemplerne S&M B eller S&M Benzen